# Proces Halla-Heroulta
Proces Halla-Héroulta – podstawowy proces używany do elektrolitycznego otrzymywania aluminium. Opracowany w 1886 roku niezależnie przez C. M. Halla (1863–1914) i P. L. Héroulta (1863–1914).
W procesie tym tlenek glinu (Al2O3), uprzednio otrzymany z boksytu w procesie Bayera, jest rozkładany elektrolitycznie na metaliczny glin oraz gazowy tlen. Proces ten zachodzący w sposób ciągły (w wypadku konieczności przerwania procesu, ciekły metal ulega zakrzepnięciu w wannie elektrolitycznej, co powoduje konieczność kosztownej odbudowy aparatury), rozpoczyna się od etapu rozpuszczenia tlenku glinu w kriolicie wypełniającym wannę elektrolityczną. Uzyskiwany elektrolit wykazuje wysoką rezystancję powodującą wydzielenie dużych ilości ciepła podczas przepływu prądu, dzięki czemu elektrolit może być utrzymywany w stanie ciekłym bez dodatkowego ogrzewania.
Temperatura utrzymywana jest na poziomie 920–980 °C. Aluminium powstające w procesie elektrolizy jest oddzielane od elektrolitu oraz sukcesywnie usuwane z komory elektrolizera. Elektrolizery połączone są na ogół w baterie połączone szeregowo (prąd płynie w kierunku od węglowej anody poprzez roztwór tlenku glinu w kriolicie do węglowej katody).
W trakcie elektrolizy, aluminium, którego gęstość jest minimalnie większa od elektrolitu, osiada na dnie wanny elektrolitycznej. Wydzielający się tlen reaguje z grafitową okładziną anody tworząc dwutlenek węgla (CO2). W wyniku tego procesu następuje ubytek masy anody, która musi być w regularnych odstępach czasu wymieniana. Energiczny proces wydzielania się dwutlenku węgla na anodzie pozwala na lepsze mieszanie się tlenku glinu (Al2O3) w elektrolicie, jednocześnie jednak dwutlenek węgla jest nośnikiem dla szkodliwych lotnych substancji ubocznych (np. fluorowodoru (HF), dwutlenku siarki (SO2), fluoropochodnych węglowodorów (PFC, np. CF4 i C2F6), smoły i wielopierścieniowych węglowodorów aromatycznych (WWA) itd.), a czasami stałych (np. pył).
W trakcie postępu procesu elektrolizy stężenie tlenku glinu w elektrolicie spada i jest on uzupełniany przez podajnik tak, aby zachować stężenie na poziomie 2–5%. Jeśli stężenie tlenku glinu spadnie do około 1,5–2%, mogą zacząć występować niekorzystne zjawiska na anodzie. Elektrolit nie zwilża powierzchni anody, która otoczona jest poprzez film utworzony z gazu. Warstwa gazu zwiększa rezystancję, a to powoduje z kolei (zgodnie z prawem Ohma) zwiększenie napięcia panującego na elektrodach o około 10–15 razy powyżej normalnego poziomu 4–5 V.

## Elektrolit
Roztopiony elektrolit składa się głównie z kriolitu (fluoroglinianu sodu, Na3AlF6) z dodatkiem fluorku glinu (AlF3), 6–10% wagowych fluorytu (CaF2) oraz 2–5% tlenku glinu (Al2O3). Właściwa kontrola składu elektrolitu ma istotne znaczenie dla procesu elektrolizy. W celu obniżenia temperatury topnienia (czysty kriolit topi się w 1009 °C) stosuje się topniki (fluorek wapnia lub glinu), które powodują obniżenie temperatury do poziomu 920–980 °C. Zmiana temperatury zwiększa sprawność procesu elektrolizy.
Kriolit jest wytwarzany z NaAlO2, kwasu fluorowodorowego HF oraz węglanu sodu (Na2CO3) w reakcji:
NaAlO2 + 6HF + Na2CO3 → Na3AlF6 + 3H2O + CO2

## Elektrody
Reakcje elektrodowe:
katoda: 2Al3+ + 6e → 2Al
anoda: 3O2− – 6e → 3/2 O2 oraz reakcja wtórna: 3/2 O2 + 2C → CO + CO2

### Katoda
Węglowe okładziny, którymi wyłożona jest wanna elektrolityczna, są wstępnie spiekane w odrębnym procesie produkcyjnym. Okładziny te są umieszczane wewnątrz metalowej obudowy wanny. Szczeliny między płytami wypełnia się uszczelniającą pastą grafitową. Izolacja termiczna wykonana z materiałów ogniotrwałych wypełnia przestrzeń między węglową okładziną a stalową obudową wanny. Do katody przymocowane są grube (natężenia prądu w granicach 180–350 kA) stalowe pręty będącymi kolektorami dostarczającymi prąd, oraz służące łączeniu wanien w baterie. Okładzina węglowa tworząca katodę wystarcza w normalnej eksploatacji na okres od 4 do 6 lat. Czasami jednak może wydarzyć się penetracja płynnego aluminium do warstwy metalowych kolektorów, które ulegają roztwarzaniu. Nagłe zwiększenie zawartości żelaza w aluminium świadczy o konieczności wykonania naprawy (wymiany okładziny).

### Anoda
W procesie Halla-Héroulta główną rolę odgrywają anody węglowe. Do wyprodukowania każdej tony aluminium zużywane jest ok. pół tony węgla. Wykorzystywane są głównie dwa typy anod: wstępnie spieczona oraz Söderberga; obydwa typy są wykonane z tego samego materiału oraz podlegają identycznym reakcjom zachodzącym w procesie elektrolizy. Mieszanka koksu oraz smoły po uformowaniu ogrzewane są do wysokiej temperatury powodując spiekanie cząstek węgla. Anoda „wstępnie spieczona” jest spiekana w zewnętrznym piecu i w gotowym stanie dodawana jest do wanny elektrolitycznej. Anoda Söderberga formowana jest z pasty grafitowej bezpośrednio w wannie elektrolitycznej, tam też ulega procesowi spieczenia.

#### Anoda Söderberga

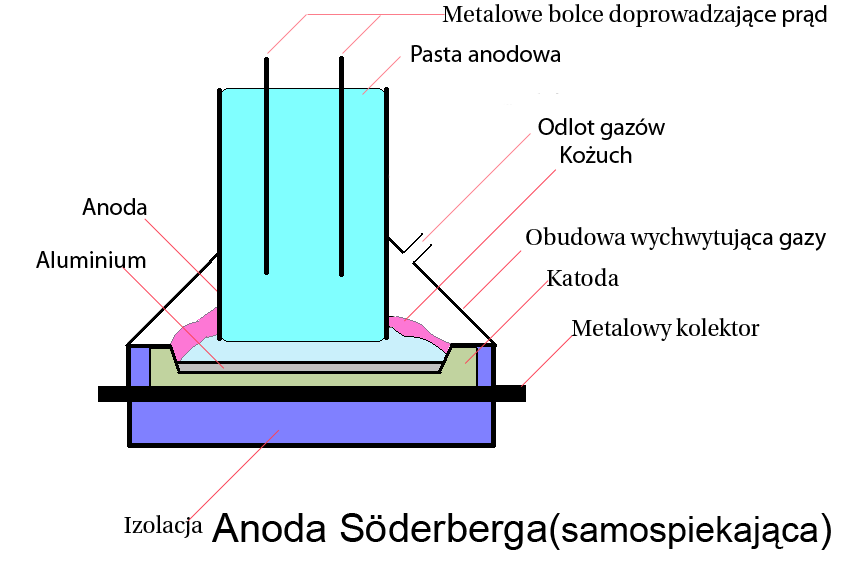
Anoda Söderberga

Anoda Söderberga używa ciepła reakcji do procesu pirolizy pasty zawierającej zmielony koks i smołę. W miarę zużywania się elektrody podczas elektrolizy, dodawana jest pasta, która ulega spiekaniu. Podczas tego procesu uwalnianych jest wiele lotnych substancji z rozkładającej się smoły, pozostający stały węgiel tworzy anodę. Anoda Söderberga może być bardziej wydatna energetycznie od innych konstrukcji, jednakże powoduje zwiększoną emisję gazowych zanieczyszczeń (związki fluoru) podczas reakcji anodowych. Ze względu na ostre normy dotyczące ochrony środowiska, nowoczesne instalacje wyposażone są w anody wstępnie spieczone.

#### Anoda wstępnie spieczona

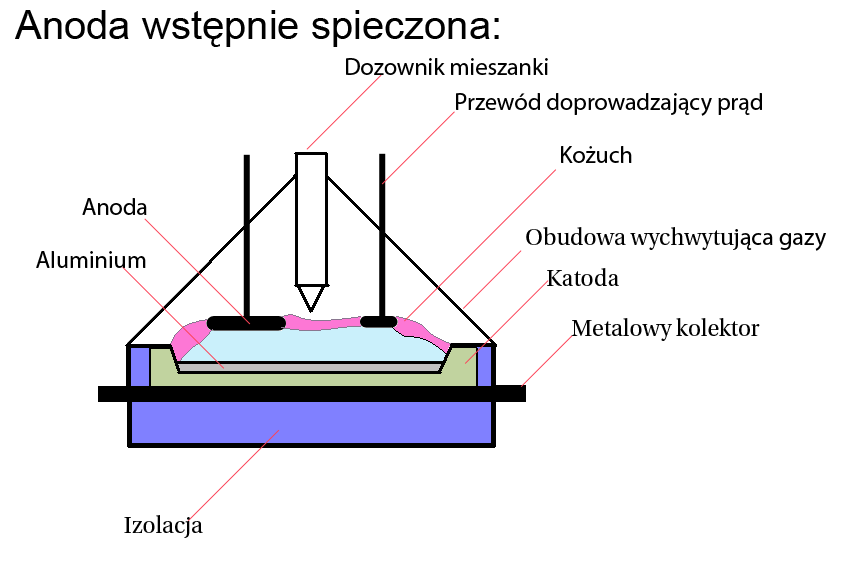
Anoda wstępnie spieczona

Anoda wstępnie spieczona składa się z węglowego bloku z zatopionym w środku metalowym (np. miedzianym) prętem dostarczającym elektryczność. Składniki, z których wykonana jest elektroda, muszą odznaczać się dużą czystością, jako że zanieczyszczenia występujące w gotowej anodzie, mogą dyfundować do wydzielającego się aluminium. Używanie materiału o różnej ziarnistości i utworzenie odpowiedniego składu mieszaniny, pozwala uzyskać duże upakowanie (gęstość) spieku. Poszczególne składniki poddawane są procesowi mieszania w podgrzewanym pojemniku wraz z dodatkiem smoły (uzyskiwanej z ropy naftowej), która ulegając stopieniu wiąże poszczególne ziarna koksu. Powstała mieszanka poddawana jest procesowi formowania w wymagany kształt. Uformowane anody poddawane wygrzewaniu przez szereg dni, po czym następuje proces ich wypalenia w temperaturze około 1150 °C. Podczas wymiany elektrody może istnieć potencjalne ryzyko zwiększone emisji związków fluoru do środowiska. W specjalnym procesie następuje usunięcie warstwy fluorków znajdujących się na powierzchni anody wraz z warstwą węgla, po czym mieszanka ta jest zawracana do wanny elektrolitycznej. Pozostały metalowy pręt jest zawracany do fabryki produkującej anody w celu utworzenia na nim nowej warstwy węglowej elektrody. Główną zaletą tej technologii jest zamknięty charakter procesu, emisje z tego typu anody nie przekraczają poziomu 2%, a nawet jeśli występują, mogą zostać w łatwy sposób wychwycone i poddane procesowi oczyszczenia. Praktycznie większość nowoczesnych rozwiązań opiera się na technologii wykorzystującej anody wstępnie spieczone.